# Anders Johansson (strongman)
Anders Johansson, pseudonim Szalony Naukowiec (ur. 4 grudnia 1975, Klabböle) – szwedzki trójboista siłowy i strongman.
Jeden z najlepszych szwedzkich siłaczy. Mistrz Szwecji Strongman w latach 2006, 2007 i 2008.

## Życiorys
Anders Johansson rozpoczął treningi siłowe w 1991 r. W latach 1994–1998 startował w trójbóju siłowym. Od 1999 r. występuje jako siłacz. Uczestniczył w Mistrzostwach Szwecji Strongman 1999, jednak nie zakwalifikował się do finału. Jest zrzeszony w federacji IFSA.
Wziął udział w Mistrzostwach Świata IFSA Strongman 2006, jednak nie zakwalifikował się do finału.
Uzyskał wykształcenie w zawodzie inżyniera chemika. Rodzina: żona Zofia, dzieci: Kasandra i Sebastian. Mieszka w Sundsvall.
Wymiary:

- wzrost 184 cm
- waga 138 - 150 kg
- biceps 54 cm
- klatka piersiowa 150 cm

Rekordy życiowe:

- przysiad 425,5 kg
- wyciskanie 300 kg
- martwy ciąg 375 kg

## Osiągnięcia strongman
- 2000
  - 3. miejsce - Mistrzostwa Szwecji Strongman
- 2001
  - 3. miejsce - Mistrzostwa Szwecji Strongman
  - 8. miejsce - Super Seria 2001: Sztokholm
- 2002
  - 2. miejsce - Mistrzostwa Szwecji Strongman
  - 3. miejsce - Scandinavian Championships
  - 2. miejsce - Riku Kiri Classic
  - 6. miejsce - Super Seria 2002: Sztokholm
- 2003
  - 10. miejsce - Super Seria 2003: Oahu
  - 5. miejsce - Super Seria 2003: Hawaje
  - 7. miejsce - Super Seria 2003: Silvonde
  - 5. miejsce - Mistrzostwa Europy Strongman 2003
  - 6. miejsce - Drużynowe Mistrzostwa Świata Par Strongman 2003
  - 8. miejsce - Super Seria 2003: North Bay
  - 8. miejsce - Super Seria 2003: Imatra
- 2004
  - 8. miejsce - Arnold Strongman Classic
  - 10. miejsce - Super Seria 2004: Moskwa
  - 7. miejsce - Drużynowe Mistrzostwa Świata Par Strongman 2004
- 2005
  - 2. miejsce - Mistrzostwa Szwecji Strongman
- 2006
  - 1. miejsce - Mistrzostwa Szwecji Strongman
- 2007
  - 1. miejsce - Mistrzostwa Szwecji Strongman
- 2008
  - 6. miejsce - Liga Mistrzów Strongman 2008: Ryga
  - 8. miejsce - Liga Mistrzów Strongman 2008: Wilno
  - 1. miejsce - Mistrzostwa Szwecji Strongman
- 2009
  - 2. miejsce - Mistrzostwa Szwecji Strongman[6]